# Höglandstorget (Nockebybanan)
Höglandstorget är en station vid Höglandstorget på Nockebybanan belägen i stadsdelen Höglandet i Bromma, Stockholms kommun. Här finns sedan 1926 en spårvagnshållplats på Nockebybanan. Åren 1926 - 1929 var Höglandstorget ändhållplats för linje 12. Höglandstorget byggdes på 1920-talet och namnsattes 1924, liksom den närliggande Höglandsparken, efter den höglänta terrängen. Själva stadsdelen Höglandet fick sitt namn först 1934.

## Historik
Åren 1926 - 1929 var Höglandstorget ändhållplats för linje 12. Nockebybanan färdigbyggdes 1929 fram till Nockeby hållplats.
År 1926 förlängdes spårvägen från Ålstens gård till Höglandstorget. Redan våren 1926 började terrasseringsarbetena och den nya bandelen från Ålstens Gård började byggas den 20 juli 1926. Allteftersom terrasseringsarbetena framskred byggdes sedan linjen successivt. Banan är dubbelspårig och 905 meter lång. De fortsatta spårvägsbygget i nybyggnadsområdena i västra Ålsten byggdes nu på en uppbyggd bank under Ålstensberget och fram till en bro som överbryggade Djupdalsvägens skärning och slutligen in mot Höglandstorget. Man har en enastående utsikt över Mälarens vatten från den uppbyggda banken under Ålstensberget. Bron, som byggdes 1926, revs när 12:an byggdes om 1997-98 och ersattes av en ny som försökte efterlikna den gamla.
Vid invigningen av stationen vid Höglandstorget den 1 oktober 1926 hade vagnens långskyltar försetts med det nya namnet Höglandstorget. Vid Höglandstorget ordnades tillfälligt en vändslinga för spårvägen strax väster om torget, som var rektangelformat.
Den dubbelspåriga banan från Ålstens Gård till Höglandstorget var cirka 820 meter och den utbyggdes efter vanlig järnvägsstandard, vilket var brukligt. Det blev allt fler som flyttade in i området och man byggde vidare bland den kuperade skogklädda terrängen. Befolkningen från yttersta Ålsten, Grönvik och Nockeby hade fördel av den nya linjen. Men i detta område, som kallades Västra Ålsten, hade man då visserligen ännu inte fått upp några villor ännu.

## Historiska bilder

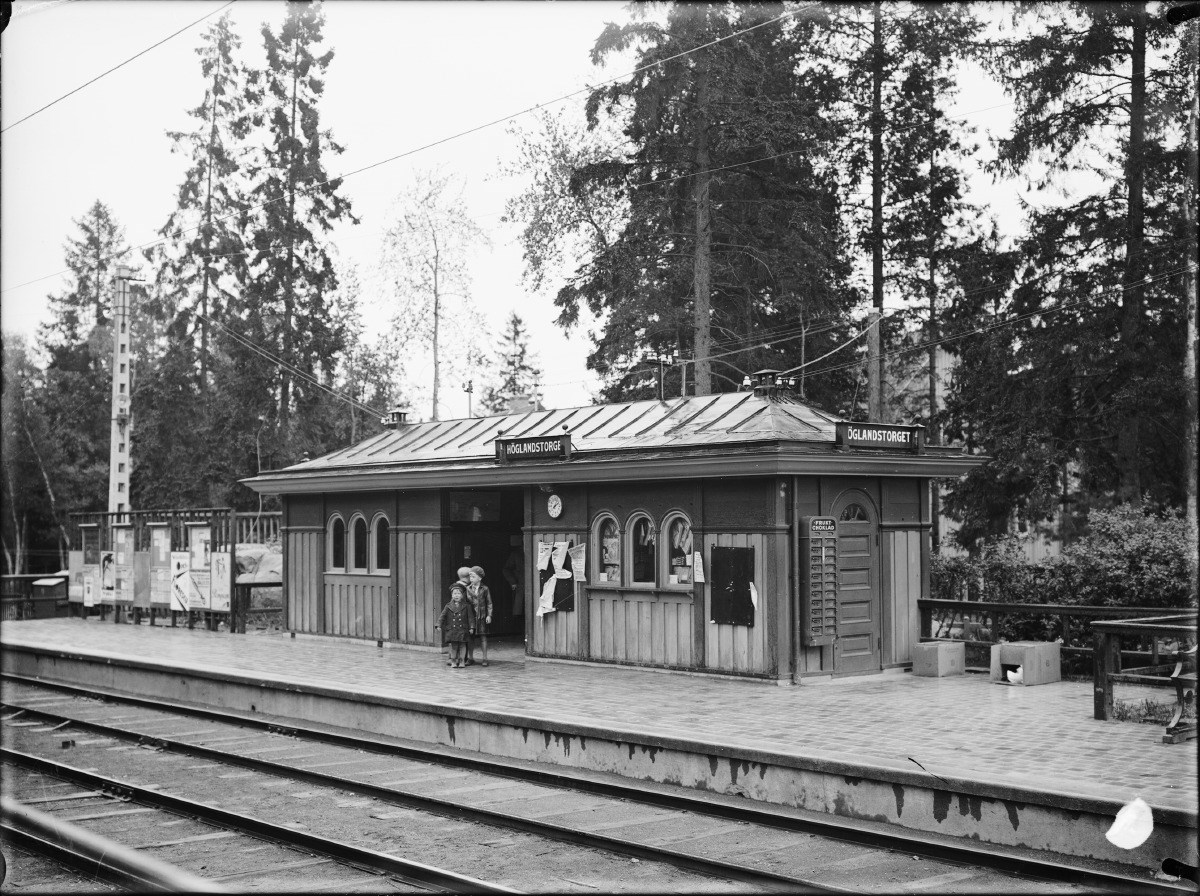
Höglandstorget spårvagnshållplats i Höglandet 1931. Väntpaviljongen ritades av Waldemar Johanson.
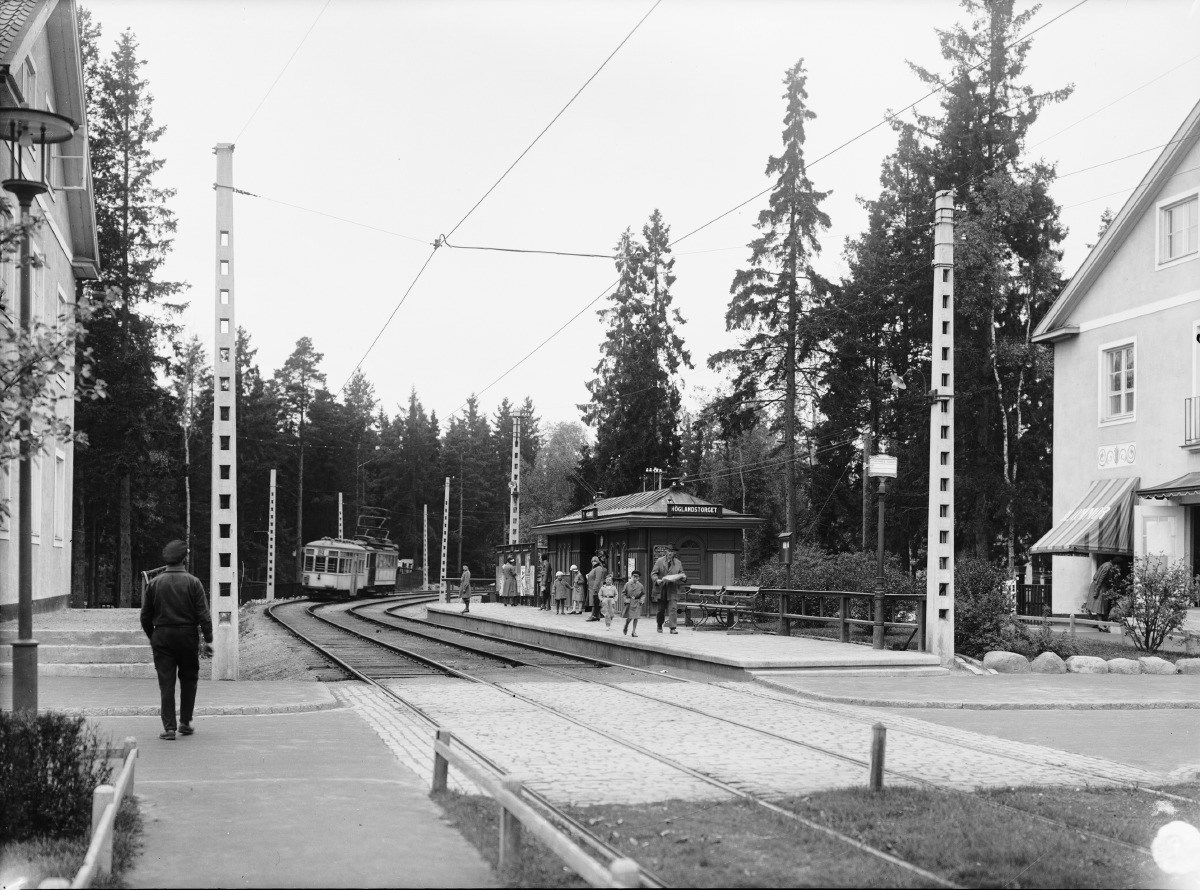
Höglandstorget spårvagnshållplats i Höglandet 1931. Väntpaviljongen ritades av Waldemar Johanson.
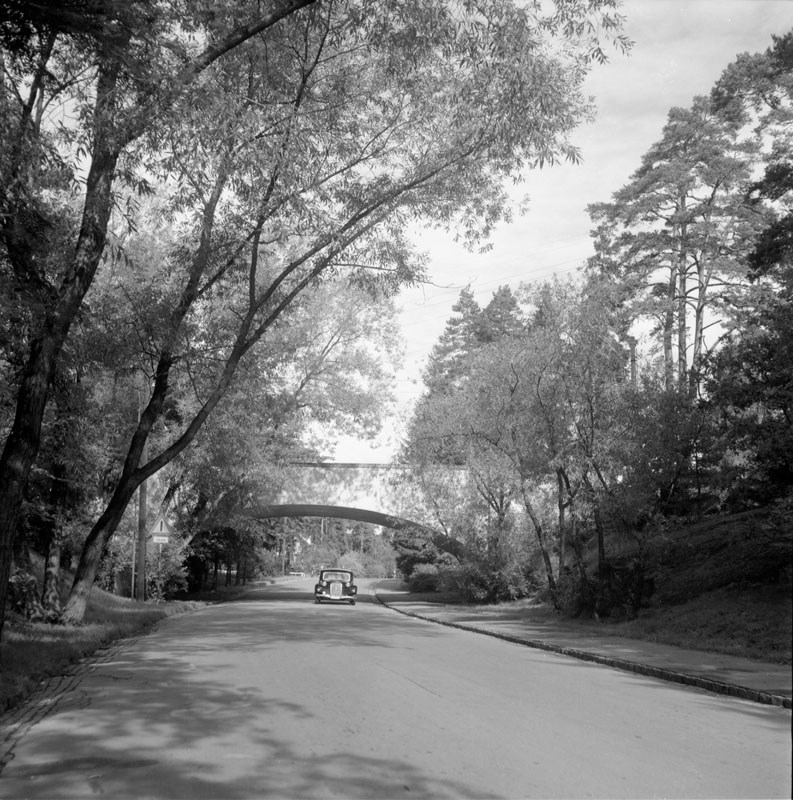
12:ans bro över Djupdalsvägen, Höglandet, 1954. Bron byggdes 1926 och revs när 12:an byggdes om 1997-98 och ersattes av en ny som försökte efterlikna den gamla.

## Nutida bilder

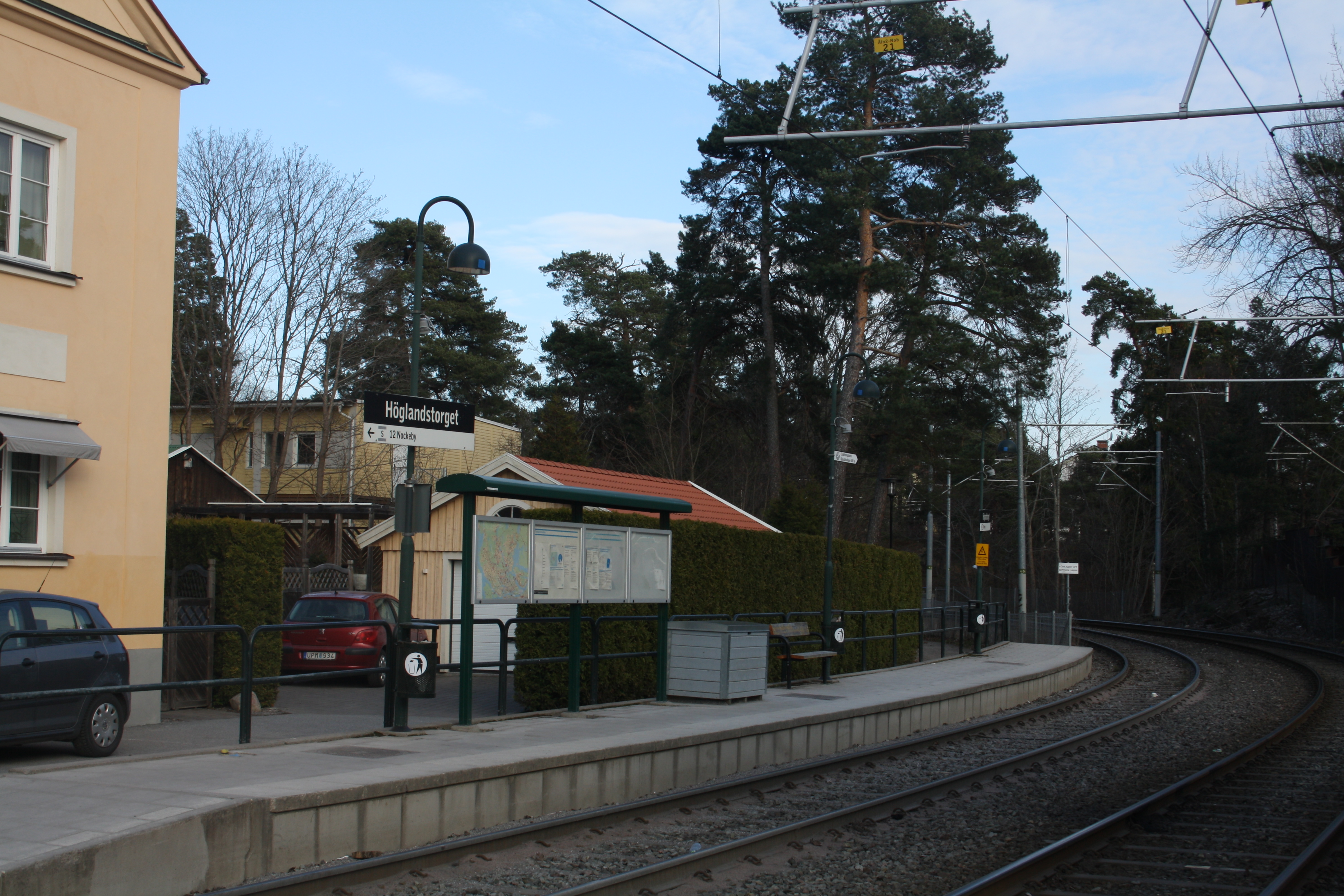
Höglandstorget spårvagnshållplats 2016.
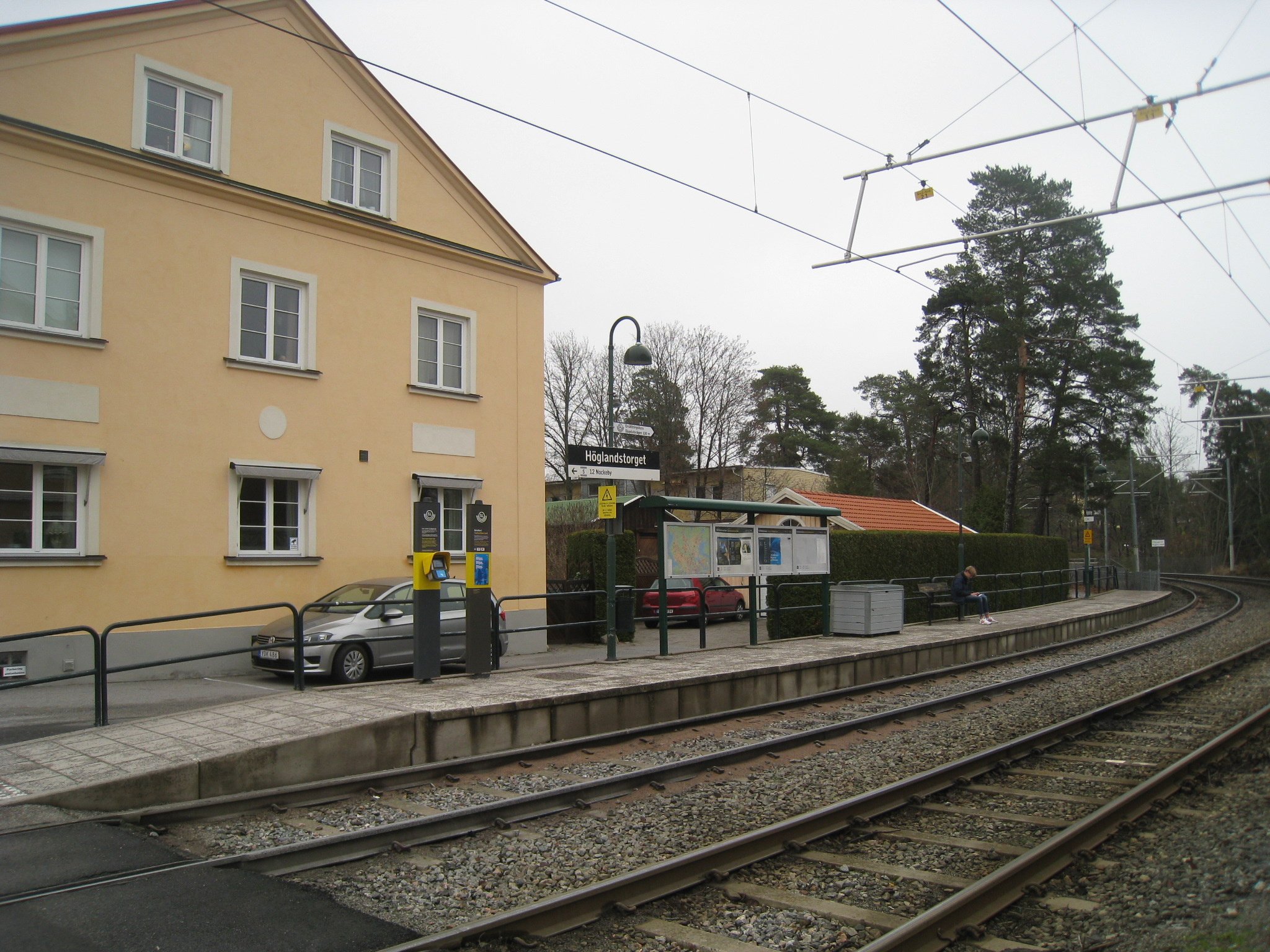
Höglandstorget spårvagnshållplats, kvarter Tänkespråket, 2019.
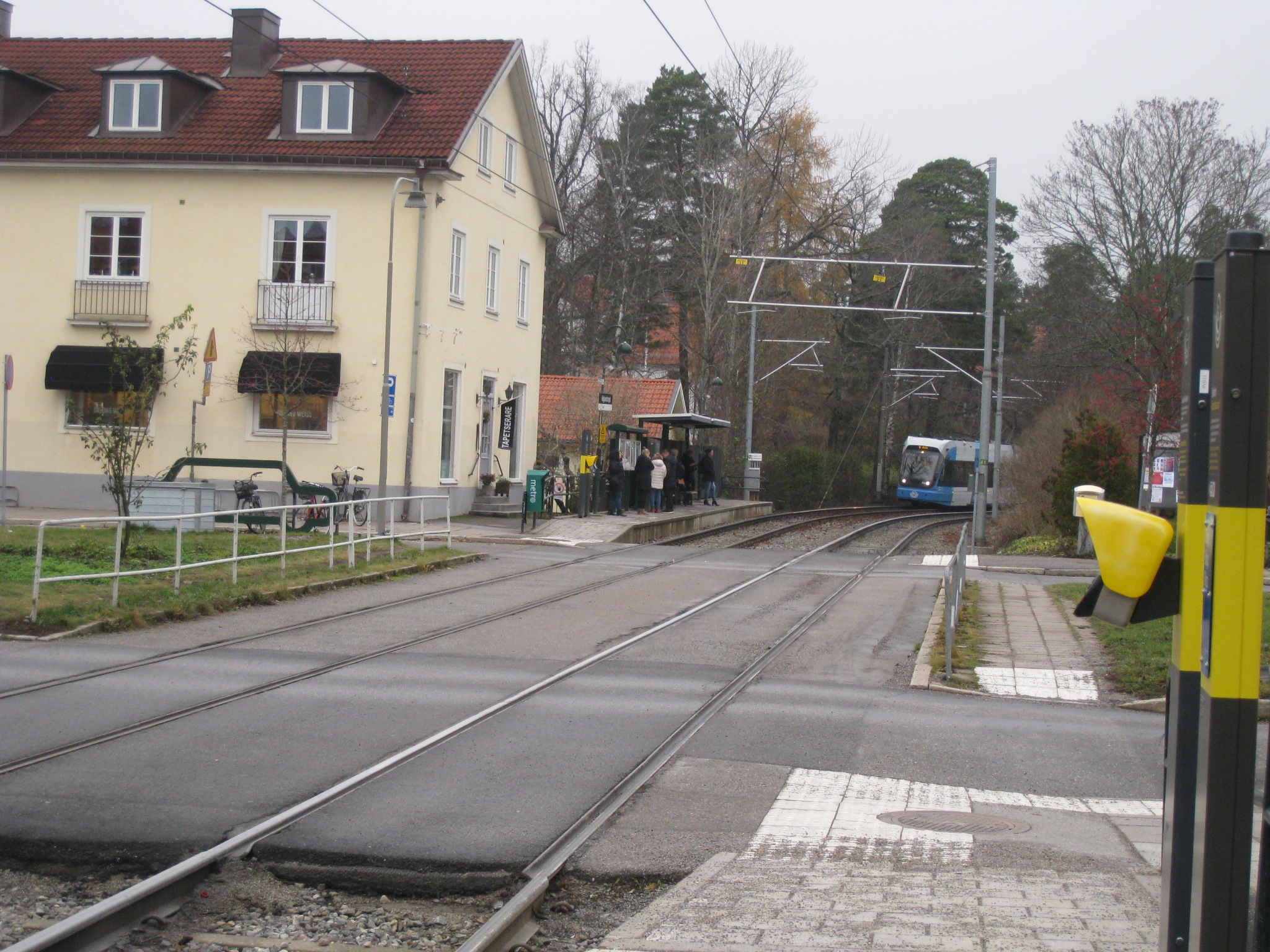
Höglandstorget spårvagnshållplats, kvarter Dikten, 2019.